# Szirmay István
Szirmay István (? – 1711) a kuruc kor egyik ismert személyisége, Szirmay Péter, Zemplén vármegyei alispán és Keczer Klára legidősebb fia, Szirmay Miklós, Péter és András bátyja.  

## Élete
Thököly Imrének a híve, bizalmasa volt, aki többször küldte őt fontos követségekbe. 1685 októberében, amikor Thököly I. Lipót királyhoz küldte követként, a császáriak elfogták, ami ellen Esterházy Pál nádor is hiába tiltakozott. A fogsága alatt evangélikus hitről római katolikus vallásra áttért főurat a császáriak csak 1687-ben engedték szabadon. 1701-ben csatlakozott a II. Rákóczi Ferenc körüli szervezkedéshez, Rákóczival együtt őt is elfogták. Az ellene indított eljárásban felmentették, ezután császári szolgálatba állt, I. József király 1707-ben grófi rangot adományozott neki. 1711-ben halt meg.

## Külső hivatkozások
- Angyal Dávid: Késmárki Thököly Imre, I-II. kötet. Budapest, 1888-1889.

1. 1 2  PIM-névtér. (Hozzáférés: 2024. szeptember 2.)